# Берёзовая (приток Оспы)
Берёзовая — река в Томской области России. Устье реки находится в 3 км от устья по правому берегу реки Оспа. Длина реки составляет 23 км. Течёт в направлении с востока на запад.
Возле истока находится деревня Берёзовая Речка.

## Данные водного реестра
По данным государственного водного реестра России относится к Верхнеобскому бассейновому округу, водохозяйственный участок реки — Обь от Новосибирского гидроузла до впадения реки Чулым, без рек Иня и Томь, речной подбассейн реки — бассейны притоков (Верхней) Оби до впадения Томи. Речной бассейн реки — (Верхняя) Обь до впадения Иртыша.
Код объекта в государственном водном реестре — 13010200712115200007175.